# 181 (număr)
181 (o sută optzeci și unu) este numărul natural care urmează după 180 și precede pe 182 într-un șir crescător de numere naturale.

## În matematică
181
- Este un număr prim.
  - Este un număr prim Chen.[1][2]
  - Este un număr prim cubic generalizat.[3]
  - Este un număr prim diedral
  - Este un număr prim Labos.[4][5]
  - Este un număr prim lung.[6][7]
  - Este un număr prim Pell.[8][9]
  - Este un număr prim plat.[10][11]
  - Este un număr prim Ramanujan.[12][13]
  - Este un număr prim slab.[14][15]
- Împreună cu numărul prim 179 formează o pereche de numere prime gemene,[16][17] fiind numărul cel mai mare din pereche.[18]
- Este un număr deficient.[19][20]
- Este un număr odios.[21][22]
- Este un număr centrat poligonal.[23]
  - Este un număr centrat pătratic.[23][24]
  - Este un număr centrat pentagonal[23][25]
  - Este un număr centrat dodecagonal.[23][26]
  - Este un număr centrat 18-gonal.[23][27]
  - Este un număr centrat 30-gonal.[23][28]
- Este un număr stelat,[29] o hexagramă centrată, ca în tabla de dame chinezești.
- Este un număr palindromic.
- Este un număr strobogramatic[30][31] (cu simetrie tipografică verticală).
- Este un număr liber de pătrate.[32]
- Este suma a cinci numere prime consecutive: {\displaystyle 181=29+31+37+41+43\,}.
- Este suma a două pătrate consecutive: {\displaystyle 181=9^{2}+10^{2}\,}.
- Este diferența a două pătrate consecutive: {\displaystyle 181=91^{2}-90^{2}\,}.
- Este un număr ondulatoriu[33] în bazele 3, –3 și 9.

## În știință

### În astronomie
- Obiectul NGC 181 din New General Catalogue este o galaxie spirală, posibil lenticulară cu o magnitudine 15,4 în constelația Andromeda.
- 181 Eucharis este un asteroid mare din centura principală.
- 181P/Shoemaker-Levy (Shoemaker-Levy 6) este o cometă periodică din sistemul nostru solar.

## În alte domenii
181 se poate referi la:
- Mir-181 microRNA precursor este o moleculă de ARN.
- Langenburg No. 181, Saskatchewan, o municipalitate rurală în Canada.